# 1978 no jornalismo
Nesta página encontrará referências aos acontecimentos directamente relacionados com o jornalismo ocorridos durante o ano de 1978.

## Nascimentos
| Data          | Nome              | Profissão                                 | Nacionalidade | Observações | Ref |
| ------------- | ----------------- | ----------------------------------------- | ------------- | ----------- | --- |
| 04 de agosto  | João Paulo Cuenca | jornalista, colunista cultural e repórter | Brasil        | J.P. Cuenca |     |
| 6 de setembro | Adriana Reid      | jornalista                                | Brasil        |             |     |
| ?             | Leandro Narloch   | jornalista e escritor                     | Brasil        |             |     |

## Mortes
| Data | Nome            | Profissão             | Nacionalidade                              | Observações | Ref |
| ---- | --------------- | --------------------- | ------------------------------------------ | ----------- | --- |
| ??   | Acúrsio Pereira | escritor e jornalista | Reino Unido de Portugal, Brasil e Algarves | n. 1891     |     |